# Pál Harkai Schiller
Pál Harkai Schiller (Budapest, 4 novembre 1908 – Monte Washington, 1º maggio 1949) è stato uno psicologo ungherese.

## Biografia
Nato da una famiglia di origini svizzere e tedesche, il padre era chirurgo, mentre la madre una pianista amatoriale con diversi interessi in ambito culturale. Schiller entrò nel 1926 all'Università Cattolica Pázmány Péter, dove fu allievo del filosofo Ákos Pauler e dello psicologo Pál Ranschburg e di quest'ultimo divenne assistente nel 1928. Nel 1930 presentò la propria tesi di dottorato dal titolo A Lélektani Kategóriák Rendszerének Kialakulása ("Sistema di categorie psicologiche"), che era una analisi storica della psicologia. Dopo due anni di studio all'Università Humboldt di Berlino sotto la guida di Wolfgang Köhler e un periodo all'Università di Amburgo con Heinz Werner, fu nominato nel 1932 lettore presso l'Università Pázmány, nel 1935 professore associato e nel 1937 professore ordinario; da quell'anno fino al 1947 diresse il dipartimento di psicologia dello stesso ateneo.
Dopo aver divorziato dalla prima moglie, da cui aveva avuto il figlio Peter, nel 1939, Schiller sposò Klara Imredy, studentessa di psicologia alla Pázmány, da cui nel 1942 ebbe una figlia di nome Christina. Dopo la seconda guerra mondiale, accettò una posizione all'Università Babeș-Bolyai, ma disilluso dal poter portare avanti studi e ricerche sotto il regime sovietico, all'inizio del 1947 si trasferì negli Stati Uniti d'America a seguito di una proposta di lavoro al collegio Teachers dell'Università della Columbia in qualità di ricercatore associato. Nell'autunno dello stesso anno accettò di andare a lavorare presso i Laboratori di biologia dei primati "Yerkes" a Orange Park e, subito dopo, fece domanda per ottenere la cittadinanza statunitense. Nel 1948 ottenne una posizione temporanea all'Università di Chicago, dove insegnò psicologia comparata, psicologia della forma e storia della psicologia.
Morì all'età di quarant'anni a causa di un incidente sciistico.

## Opere
- Pál Harkai Schiller, A lélektan feladata, 1940.
- Pál Harkai Schiller, Aufgabe der Psychologie, 1948.